# Discestra crotchii
Discestra crotchii är en fjärilsart som beskrevs av Augustus Radcliffe Grote 1880. Discestra crotchii ingår i släktet Discestra och familjen nattflyn. Inga underarter finns listade i Catalogue of Life.